# Zulte
Zulte est une commune néerlandophone de Belgique située en Région flamande dans la province de Flandre-Orientale.

## Géographie
La commune se situe le long de la Lys et est très bien desservie par les infrastructures de transport; le chemin de fer, la route, et l'autoroute entre Courtrai et Gand y passent.

### Sections de la commune

carte de Zulte

| # | Section        | Superf. (km²) | Habitants (2020) | Habitants par km² | Code INS |
| - | -------------- | ------------- | ---------------- | ----------------- | -------- |
| 1 | Zulte (I)      | 10,19         | 7.648            | 750               | 44081A   |
| 2 | Olsene (II)    | 9,69          | 3.969            | 410               | 44081B   |
| 3 | Machelen (III) | 12,88         | 4.165            | 323               | 44081C   |

### Communes limitrophes
- a. Kruishoutem (Kruisem)
- b. Waregem
- c. Sint-Eloois-Vijve (Waregem)
- d. Sint-Baafs-Vijve (Wielsbeke)
- e. Wakken (Dentergem)
- f. Oeselgem (Dentergem)
- g. Gottem (Deinze)
- h. Grammene (Deinze)
- i. Deinze
- j. Petegem-aan-de-Leie (Deinze)

## Héraldique
|  | La commune possède des armoiries qui lui ont été octroyées le 7 mai 1985. Elles combinent des éléments des précédentes armoiries de Zulte et de Machelen ainsi que d'Olsene. Les têtes de cerfs proviennent des anciennes armoiries de Zulte, les trois feuilles de mûrier proviennent de Machelen. Pour Olsene, un cygne a été ajouté, pris aux armoiries de la famille Lanchals, anciens seigneurs locaux. Les armes précédentes ont été octroyées le 13 octobre 1819. Elles étaient identiques aux armoiries de la famille Limnander, seigneurs de Zulte de 1715 à 1793. Lorsque le conseil municipal a demandé des armoiries au début du XIXe siècle, il a décidé de conserver les armoiries des derniers seigneurs de Zulte. Blasonnement : De sinople à trois rencontres de cerfs d'or. ecusson: D'azur à trois feuilles de mûrier retournées d'or. L'écu timbré d'un cygne d'argent. Source du blasonnement : Heraldy of the World. |

## Démographie

### Évolution démographique: Avant la fusion des communes
- Sources : INS, Rem. : 1831 jusqu'en 1970 = recensements, 1976 = nombre d'habitants au 31 décembre[3].

### Évolution démographique de la commune fusionnée
Graphe de l'évolution de la population de la commune. Les données ci-après intègrent les anciennes communes dans les données avant la fusion en 1977.
- Source : DGS - Remarque: 1831 jusqu'à 1981=recensement; depuis 1990=nombre d'habitants chaque 1er janvier[4]

## Personnalités liées à la commune
- André Denys, industriel à Zulte, puis gouverneur de la province de Flandre-Orientale.

- Willy Naessens, industriel, parrain du club de football Zulte Waregem.

- Fons Verplaetse, né à Zulte, gouverneur[5] de la Banque nationale de Belgique de 1989 à 1999.